# スマイルスタジアム NSTまつりスペシャル
スマイルスタジアム NSTまつりスペシャル（すまいるすたじあむ えぬえすてぃ-まつりすぺしゃる）は新潟総合テレビの新社屋移転後の初イベントとして開始され、2013年まで年に一度放送される番組。

## 概要
毎年10月の第一土曜・日曜日に開かれるNSTまつりのうち、土曜日に第一部、第二部、第三部と午後に生放送される。ただし第三部は通常放送されるスマイルスタジアムNSTに切り替わる。

## 出演者
- 鈴木秀喜
- 村山千代
- 廣川明美
- 堀恭子
- 市野瀬瞳

## ゲスト出演
- 拝郷メイコ（2006年）
- 博多華丸・大吉（2006年）
- 西山茉希（2007年）
- ダチョウ倶楽部（2007年）
- カナデフウビ（2008年）
- 童子-T（2008年）
- 酒井杏（2008年）

## フジテレビアナウンサー・ゲスト出演
- 梅津弥英子（2004年※）
- 高橋真麻（2006年）
- 島田彩夏（2007年）
- 生野陽子（2008年）

※2004年10月23日の同番組の特別スペシャルにゲストとして出演予定だったが、新潟県中越地震がこの日に発生したためNSTまつりも含めて中止になった。